# Básico galáctico estándar
En el universo de ficción de La guerra de las galaxias el básico galáctico, conocido sencillamente y popularmente en la Galaxia como «el básico», es la lengua principal oficial de la República Galáctica y más tarde, cuando esta es disuelta, en el Imperio Galáctico. Durante la Guerra Civil Galáctica el básico es también la lengua oficial de los órganos de gobierno clandestinos de la Alianza Rebelde.
El básico galáctico es la lengua más difundida de la galaxia, se estima que más del 90% de las especies inteligentes de la galaxia sabe hablarlo o al menos lo entiende. Esta lengua es enseñada a los individuos desde pequeños. Aprenderla es fundamental para comunicarse con los individuos de especies diferentes y es necesario conocerla para ser un verdadero Jedi.

## Características
El básico galáctico se escribe en símbolos. Cada símbolo es una caractér del abecedario galáctico, de 26 letras y 10 números (los cuales son ligeramente iguales a los del mundo real). También tiene signos de puntuación, como en el mundo real.
Su pronunciación es relativamente fácil, aunque no todas las especies son capaces de hablarlo. Especies como los Wookiees no pueden hablarlo porque sus cuerdas vocales no están diseñadas para reproducir otros sonidos que no sean los de la lengua de su especie, pero, aunque no sean capaces de hablarlo, se les puede enseñar a comprenderlo, lo que hace posible comunicarse con individuos como estos, claro que quienes les hablen en básico galáctico, no siempre podrán comprender del todo lo que les contestan sus interlocutores.
Cuando se desea comunicarse con otra criatura que no entienda esta lengua, lo único que se puede hacer es buscar un Droide de protocolo, unos droides diseñados para servir de intérpretes en conversaciones con otras especies.

## Historia
Esta lengua surge durante la fundación de la República Galáctica con el objetivo de crear una lengua que pueda ser comprendida por todos los individuos de la galaxia, lo que ayudaría grandemente a mejorar las relaciones entre la cada vez mayor cantidad de sistemas planetarios que se unían a la República Galáctica.
Crearlo fue un gran trabajo, que requirió de años de trabajo duro. Se debía lograr que la mayoría de las especies conocidas en ese entonces, pudieran pronunciarlo o al menos, entenderlo sin problema alguno. Para eso había que asegurarse que gente que hablase otras lenguas, pudieran comprender y decir palabras en esta lengua sin dificultad, ya que muchas lenguas tenían pronunciaciones distintas y letras que no se usaban. También había que lograr un solo acento, para que criaturas de otros sistemas planetarios no lo hablasen de una forma diferente. Todo esto era una tarea difícil. Para ese entonces se creaban versiones antiguas de droides de protocolo para ayudar en la comunicación.
Cuando finalizaron todas las pruebas y revisiones de la nueva lengua, comenzó la parte más difícil, enseñársela a la mayor cantidad de especies posibles. Para esto, se empezó a enseñar la nueva lengua a individuos de todas las edades en cientos de millones de escuelas creadas para ese fin, y se adoptó una ley que convirtió a esta lengua en la lengua oficial de la república, y en una lengua que era indispensable aprender para ser alguien en la vida.
A medida que pasaba el tiempo, la lengua sufría varias pequeñas modificaciones para modernizarla y adaptarla a nuevas criaturas.
Posteriormente, esta lengua siguió siendo la lengua oficial del Imperio Galáctico, y luego la de la Nueva República, casi sin sufrir cambio alguno.
- Datos: Q5736449